# Armande Oswald
Armande Oswald, née North le 7 juillet 1940 à Neuchâtel, est une artiste suisse. Sa pratique artistique inclut le dessin, la peinture, la gravure, le graphisme et la scénographie théâtrale.

## Biographie
Armande Oswald, née North, est issue d'une famille d'artistes : ses parents, son frère ainsi que ses grands-parents ont tous œuvré dans le domaine des arts plastiques. Cependant, Armande Oswald ne se destine pas à une carrière artistique. Diplômée de l’École des Arts décoratifs de Genève, elle travaille tout d'abord en tant que graphiste, notamment au sein de la compagnie théâtrale La Tarentule pour laquelle elle crée affiches, costumes et scénographie. 
Entre 20 et 30 ans, elle pratique la gravure et obtient une bourse d'études d'un an à Paris dans l'atelier de Stanley William Hayter. À son retour, elle se lance dans le dessin. Puis, lors de séjours en Italie, vers 50 ans, elle commence à peindre, activité qu'elle exerce toujours en 2015.
Armande Oswald vit à Cortaillod et travaille dans son atelier à Neuchâtel.

## Œuvre
Armande Oswald compte à son actif les expressions artistiques suivantes :
- Graphisme : affiches
- Gravure : eau-forte, burin, linogravure
- Dessin : mine de plomb, crayon, plume ; essentiellement en noir et blanc
- Peinture : huile, aquarelle, formats monumentaux
- Illustration

Du côté influences, Armande Oswald se réclame de Vuillard et est une grande admiratrice de Sempé.

## Principales réalisations

### Expositions personnelles
- Galerie 2016, Hauterive (NE), 1976
- Galerie Ditesheim, Neuchâtel, 1979, 1983
- Galerie Numaga, Auvernier (NE), 1989, 1990, 1994
- Musée des Beaux-Arts, Le Locle, 1992
- Galerie Brot und Kase, Soral (GE), 1992
- Galerie Bertram, Borgdorf (BE), 1993
- Galerie Arts et Lettres, Vevey, 1998, 2002
- Galerie des Amis des Arts, Neuchâtel, 2003
- Galerie Art-Contact, Rolle (VD), 2004
- Galerie Oilier, Fribourg, 2005
- Galerie Jonas, Cortaillod (NE), 2006
- Galerie Artesol, Soleure, 2008
- Galerie des Amis des Arts, Neuchâtel, 2008
- Galerie Jonas, Cortaillod (NE), 2009
- Galerie Hoffstetter, Fribourg, 2010
- Galerie Jonas, Cortaillod (NE), 2013
- Galerie du Soleil, Saignelégier (JU), 2014

### Expositions collectives
- Salon de la jeune gravure suisse, Genève, 1971
- "Graveurs suisses", Sao Paulo, Rio de Janeiro, Buenos Aires, 1982
- "Mini-Print nternational", Cadaques, Espagne, 1983
- "lbizagraphic", Ibiza, Espagne, 1983
- "Male Formy Grafiki", Lodz, Pologne, 1985
- "Montréal-Genéve", Centre Bronfman, Montréal, 1986
- "Génie de la Bastille", Portes ouvertes à l'Europe, Paris, 1988
- "Le rêve du peintre", peintures à même les cimaises, Musée d'Art et d'Histoire, Neuchâtel, 1990
- "Art in Switzerland", Madison, indianapolis, Washington, 1991
- Biennales de la Chaux-de-Fonds, 1993, 1997
- "Big is Beautiful", Musée d'Art et d'Histoire, Neuchâtel, 2002
- Galerie Art-Contact, Rolle (VD), 2002
- "lntra-Muros, Extra-Muros", Yverdon, 2005
- "Impression-expérimentation III", Musée Jurassien des Arts, Moutier (BE), 2005
- "Boursiers de la Fondation Irène Reymond", Musée Arlaud, Lausanne, 2006
- "68ème Biennale", Musée des Beaux-Arts, La Chaux-de-Fonds, 2007
- "Peinture fraîche", Galerie des Amis des Arts, Neuchâtel, 2008
- "Ex-votos", Galerie La Nef, Le Noirmont (JU), 2009
- "Born", Galerie C, Neuchâtel, 2011
- "Cap North", Cabinet d’expertise d’Arts Anciens, Montalchez (NE), 2015

### Livres d'artistes
- Anne-Lise Grobéty (textes) et Armande Oswald (aquatintes), Maternances, Neuchâtel, Galerie Ditesheim, 1979
- Corinne Giroud (poèmes) et Armande Oswald (burins), Écluses, Lausanne, Empreintes, 1987
- Yann Soit (poèmes) et Armande Oswald (linogravures), Éclats poétiques, Genève, Éditions de la revue À Bras le corps, 2006
- Marie-Anne Didierjean, Catherine Louis, Armande Oswald et Valérie Losa, Allons voir : Neuchâtel, Le Locle, G d'Encre, 2013 (ISBN 978-2-940501-09-0)
- Marie Sellier et Armande Oswald (illustrations), Le secret de grand-mère, Le Locle, G d'Encre, 2013 (ISBN 978-2-940501-24-3)

### Encouragements et prix
- Prix de la Commission des Beaux-Arts, Neuchâtel, 1983
- Prix de dessin de la Biennale de La Chaux-de-Fonds, 1983, 1987
- Bourse Esther Matossi, Zürich, 1997
- Prix de la Fondation Irène Reymond, Corsier-sur-Vevey (VD), 1998
- Prix du public de la 68e Biennale de La Chaux-de-Fonds, 2008